# تشيس (بنك)
بنك تشيس  (بالإنجليزية: Chase Bank)‏ ويسمى رسميًا (بالإنجليزية: JPMorgan Chase Bank, N.A.)‏ . تأسس في 1799. يقع مقره في شيكاغو، إلينوي. تابع لجي بي مورجان تشايس. من أضخم البنوك في العالم وأكبرها في الولايات المتحدة الأمريكية حسب مجلة فوربس لعام 2015. وكان يعرف سابقا بـ (بالإنجليزية: Chase Manhattan Bank)‏ حتى عام 2000 عندما اندمج مع شركة جي بي مورجان تشايس.
بنك JPMorgan Chase ، NA ، يعمل كمصرف Chase Bank أو في كثير من الأحيان باسم Chase ، هو بنك وطني أمريكي يقع مقره الرئيسي في مدينة نيويورك ، ويشكل الشركة المصرفية الاستهلاكية والتجارية التابعة للشركة الأمريكية للخدمات المصرفية والمالية متعددة الجنسيات ، JPMorgan Chase . كان البنك معروفًا باسم بنك تشيس مانهاتن حتى اندمج مع جي بي مورجان وشركاه في عام 2000. تم تشكيل بنك تشيس مانهاتن من خلال اندماج بنك تشيس الوطني وشركة مانهاتن في عام 1955. اندمج البنك مع Bank One Corporation في عام 2004  واستحوذ لاحقًا على الودائع ومعظم أصول واشنطن ميوتشوال .
تقدم تشيس أكثر من 5100 فرع و 17000 جهاز صراف آلي في جميع أنحاء البلاد. لدى JPMorgan Chase & Co. 250،355 موظفًا (اعتبارًا من 2016) وتعمل في أكثر من 100 دولة. كان لدى JPMorgan Chase & Co أصول بقيمة 3.31 تريليون دولار في عام 2022 ، مما يجعله أكبر بنك في الولايات المتحدة  بالإضافة إلى البنك الذي يمتلك أكبر عدد من الفروع في الولايات المتحدة  والبنك الوحيد الذي يتواجد في كل من الولايات المتحدة المتجاورة . JPMorgan Chase ، من خلال فرعها التابع لـ Chase ، هو أحد البنوك الأربعة الكبرى في الولايات المتحدة.

## تاريخ
تأسس بنك شركة مانهاتن (نيويورك) في 1 سبتمبر 1799 واستمر تحت هذا الاسم حتى عام 1955 ، عندما اندمج مع بنك تشيس الوطني ، الذي تأسس في عام 1877 ؛ كان يسمى البنك المدمج The Chase Manhattan Bank.

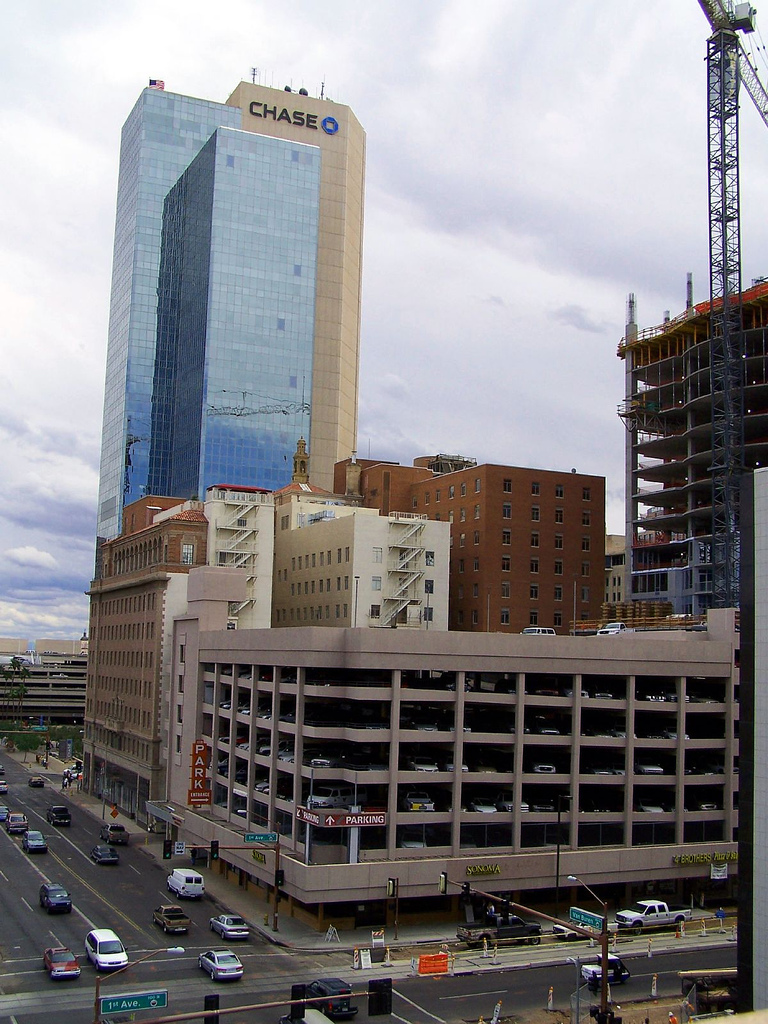
مقر تشيس الإقليمي الجنوبي الغربي في فينيكس ، أريزونا.

### شركة مانهاتن
ترجع شركة تشيس تاريخها إلى تأسيس شركة مانهاتن بواسطة آرون بور في 1 سبتمبر 1799 في منزل في 40 وول ستريت:
في عام 2006 ، اشترت شركة Chase الحديثة قسم الخدمات المصرفية للأفراد في بنك نيويورك ، والذي اندمج بعد ذلك بشهور فقط مع Mellon Financial ومقرها بيتسبرغ لتشكيل بنك بي ان واي ميلونn الحالي. :23–26

### بنك تشيس الوطني
تم تشكيل بنك تشيس الوطني في عام 1877 من قبل جون طومسون . تم تسميته على اسم وزير الخزانة الأمريكي السابق ورئيس القضاة سالمون بي تشيس ،  على الرغم من أن تشيس لم يكن على صلة بالبنك.
استحوذ بنك تشيس الوطني على عدد من البنوك الأصغر في عشرينيات القرن الماضي من خلال شركة تشيس للأوراق المالية. في عام 1926 ، على سبيل المثال ، استحوذت على بنك الميكانيكا والمعادن الوطني .

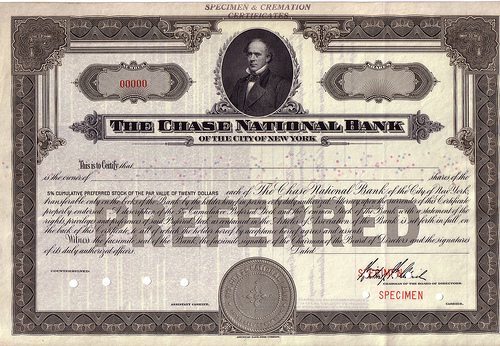
شهادة مخزون العينة

ومع ذلك ، كان الاستحواذ الأكثر أهمية هو الاستحواذ على شركة Equitable Trust Company في نيويورك في عام 1930 ، وكان أكبر مساهم فيها هو John D. Rockefeller ، Jr.  مما جعل Chase أكبر بنك في الولايات المتحدة والعالم.
كان تشيس في الأساس بنكًا بالجملة يتعامل مع مؤسسات مالية بارزة أخرى وعملاء من الشركات الكبرى مثل جنرال إلكتريك، :450التي استأجرت ، من خلال شركة RCA التابعة لها ، مساحة بارزة وأصبحت أول مستأجر مهم لمركز روكفلر . لقد أنقذوا هذا المشروع الكبير في عام 1930. كما يرتبط البنك ارتباطًا وثيقًا بصناعة النفط ويمولها ، ولديه علاقات طويلة الأمد مع مجلس إدارته للشركات التي خلفت ستاندرد أويل ، وخاصة إكسون موبيل، والتي تعد أيضًا جزءًا من ممتلكات روكفلر.

### اندماج بنك تشيس مانهاتن

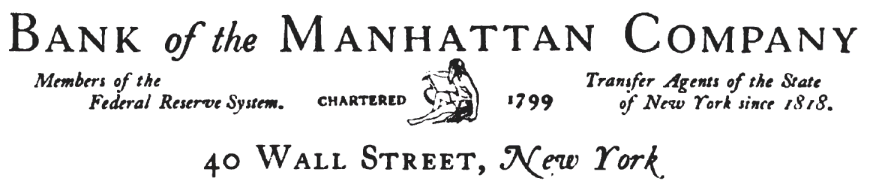
شركة مانهاتن (1799-1955) ورقة ذات رأسية ج. 1922

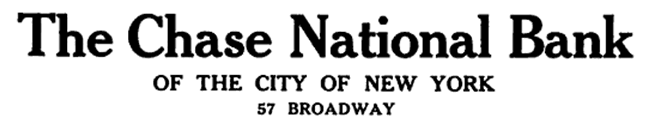
بنك تشيس الوطني (1877-1955) ترويسة ج. 1921

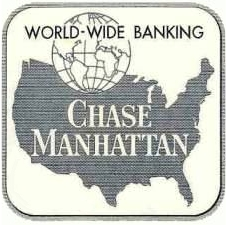
شعار 1955-1961

شعار 1961-1976

في عام 1955 ، اندمج بنك تشيس الوطني وشركة مانهاتن لإنشاء بنك تشيس مانهاتن. نظرًا لأن تشيس كان بنكًا أكبر بكثير ، فقد كان من المفترض في البداية أن تستحوذ تشيس على "Bank of Manhattan" ، كما كان يُطلق عليه ، ولكن اتضح أن ميثاق Burr الأصلي لشركة Manhattan لم يتضمن فقط البند الذي يسمح له ببدء بنك مع وجود أموال فائضة ، ولكن هناك حالة أخرى تتطلب موافقة بالإجماع من المساهمين حتى يتم تولي البنك. لذلك تم تنظيم الصفقة على أنها استحواذ من قبل بنك شركة مانهاتن لشركة تشيس ناشيونال ، حيث أصبح جون جيه ماكلوي رئيسًا للكيان المندمج. هذا تجنب الحاجة إلى موافقة بالإجماع من قبل المساهمين.
بالنسبة للشعار الجديد لبنك تشيس مانهاتن ، صمم Chermayeff &amp; Geismar مثمنًا منمقًا في عام 1961 ، والذي لا يزال جزءًا من شعار البنك اليوم. تم الإبلاغ عن أن شعار تشيس كان عبارة عن تمثيل منمق لأنابيب المياه البدائية التي وضعتها شركة مانهاتن ،  ولكن تم دحض هذه القصة في عام 2007 من قبل إيفان تشيرمايف نفسه. وفقًا لشرمايف ، كان المقصود من شعار تشيس أن يكون مميزًا وهندسيًا فقط ، ولم يكن القصد منه على الإطلاق أن يشبه مقطعًا عرضيًا لأنبوب ماء خشبي. وفقًا لما ذكره تشيس ، تمثل جوانب المثمن حركة أمامية ، بينما تشير المساحة الفارغة في المنتصف إلى أن التقدم ينشأ من المركز ؛ وهي وحدة واحدة مكونة من أجزاء منفصلة ، مثل البنك. تضمن البنك نشاطًا لإدارة الأصول يسمى Chase Investors Management Corporation. في عهد خليفة ماكلوي ، جورج تشامبيون ، تخلى البنك عن ميثاق الولاية القديم لعام 1799 للحصول على ميثاق حديث. في عام 1969 ، تحت قيادة ديفيد روكفلر ، أصبح البنك جزءًا من شركة قابضة للبنك ، شركة تشيس مانهاتن.
سمحت عمليات الاندماج والاستحواذ خلال هذه الفترة لشركة تشيس مانهاتن بتوسيع نفوذها على العديد من الشركات غير المالية. وجدت دراسة أجريت عام 1979 بعنوان "أهمية السيطرة المصرفية على الشركات الكبيرة"  أن: "بنك تشيس مانهاتن الذي يسيطر عليه روكفلر يتصدر القائمة ، ويسيطر على 16 شركة." في عام 1985 ، توسعت تشيس مانهاتن في ولاية أريزونا من خلال الاستحواذ على Continental Bank. في عام 1991 ، توسعت في ولاية كونيتيكت من خلال الاستحواذ على بنكين معسرين.

### الاندماج مع شركة المواد الكيميائية ، جي بي مورغان

شعار 1976-2005

في أغسطس 1995 ، أعلن كيميكال بنك أوف نيويورك وبنك تشيس مانهاتن عن خطط للاندماج. اكتمل الاندماج في أغسطس 1996. تضمنت عمليات الاستحواذ السابقة للمواد الكيميائية شركة Manufacturers Hanover Corporation ، في عام 1991 ، وبنك تكساس التجاري في عام 1987. على الرغم من أن المواد الكيميائية كانت الناجي الاسمي ، إلا أن الشركة المدمجة احتفظت باسم تشيس لأنها لم تكن معروفة بشكل أفضل (خاصة خارج الولايات المتحدة) فحسب ، ولكن أيضًا الميثاق الأصلي لشركة تشيس تطلب الاحتفاظ بالاسم في أي مشاريع تجارية مستقبلية. ومن ثم ، حتى اليوم ، تُعرف باسم JPMorgan Chase.
في ديسمبر 2000 ، أكملت شركة Chase Manhattan المدمجة الاستحواذ على JP Morgan &amp; Co. في واحدة من أكبر عمليات الدمج المصرفية حتى الآن. تم تغيير اسم الشركة المندمجة إلى JPMorgan Chase . في عام 2004 ، استحوذ البنك على Bank One ، مما جعل تشيس أكبر مصدر لبطاقات الائتمان في الولايات المتحدة. أضافت جي بي مورجان تشيس Bear Stearns وWashington Mutual إلى عمليات الاستحواذ في عامي 2008 و 2009 على التوالي. بعد إغلاق ما يقرب من 400 فرع متداخل للشركة المندمجة ، أي أقل من 10 ٪ من إجماليها ، سيكون لدى تشيس ما يقرب من 5410 فرعًا في 23 ولاية اعتبارًا من تاريخ إغلاق عملية الاستحواذ. وفقًا لبيانات SNL Financial (البيانات الصادرة في 30 يونيو 2008) ، فإن هذا يضع تشيس في المركز الثالث خلف ولز فارجو وبنك أمريكا من حيث إجمالي فروع بنوك التجزئة الأمريكية.
في أكتوبر 2010 ، تم تسمية تشيس في دعويين قضائيتين تزعم التلاعب بسوق الفضة. تزعم الدعاوى أنه من خلال إدارة المراكز العملاقة في عقود الفضة الآجلة والخيارات ، أثرت البنوك على أسعار الفضة في بورصة نيويورك للأوراق المالية منذ أوائل عام 2008.

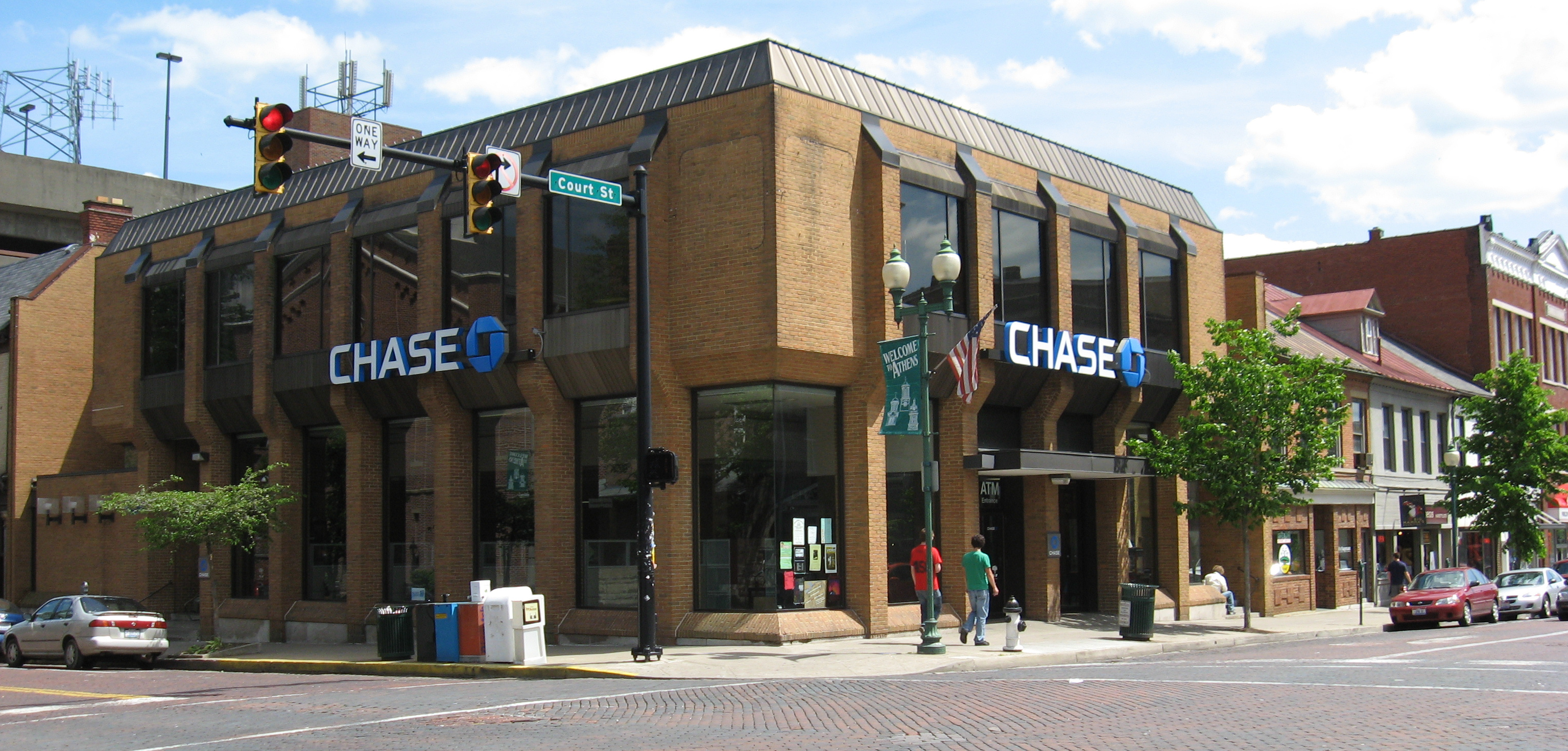
يقع فرع تشيس في أثينا ، أوهايو

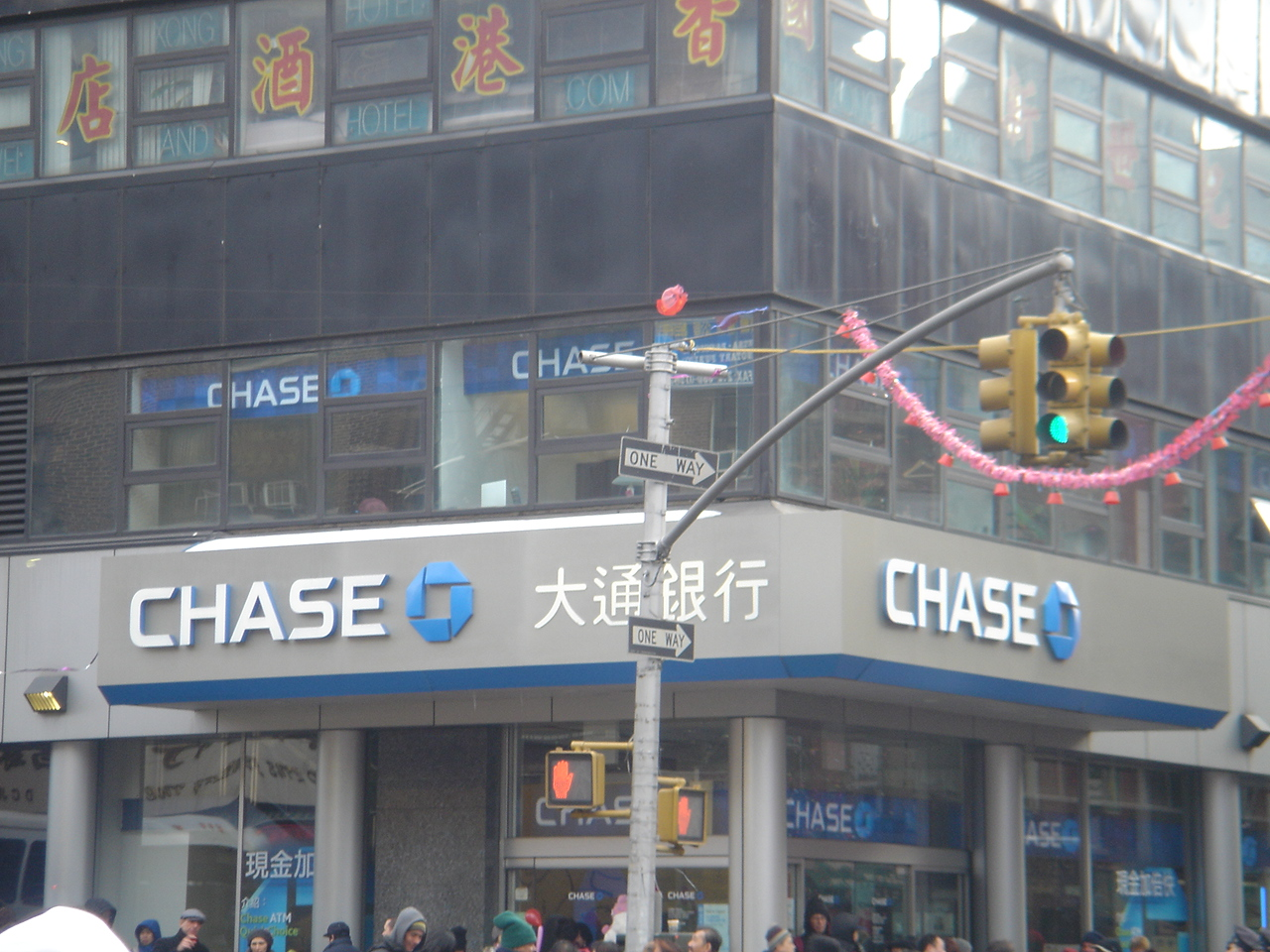
بنك تشيس في الحي الصيني ، مانهاتن

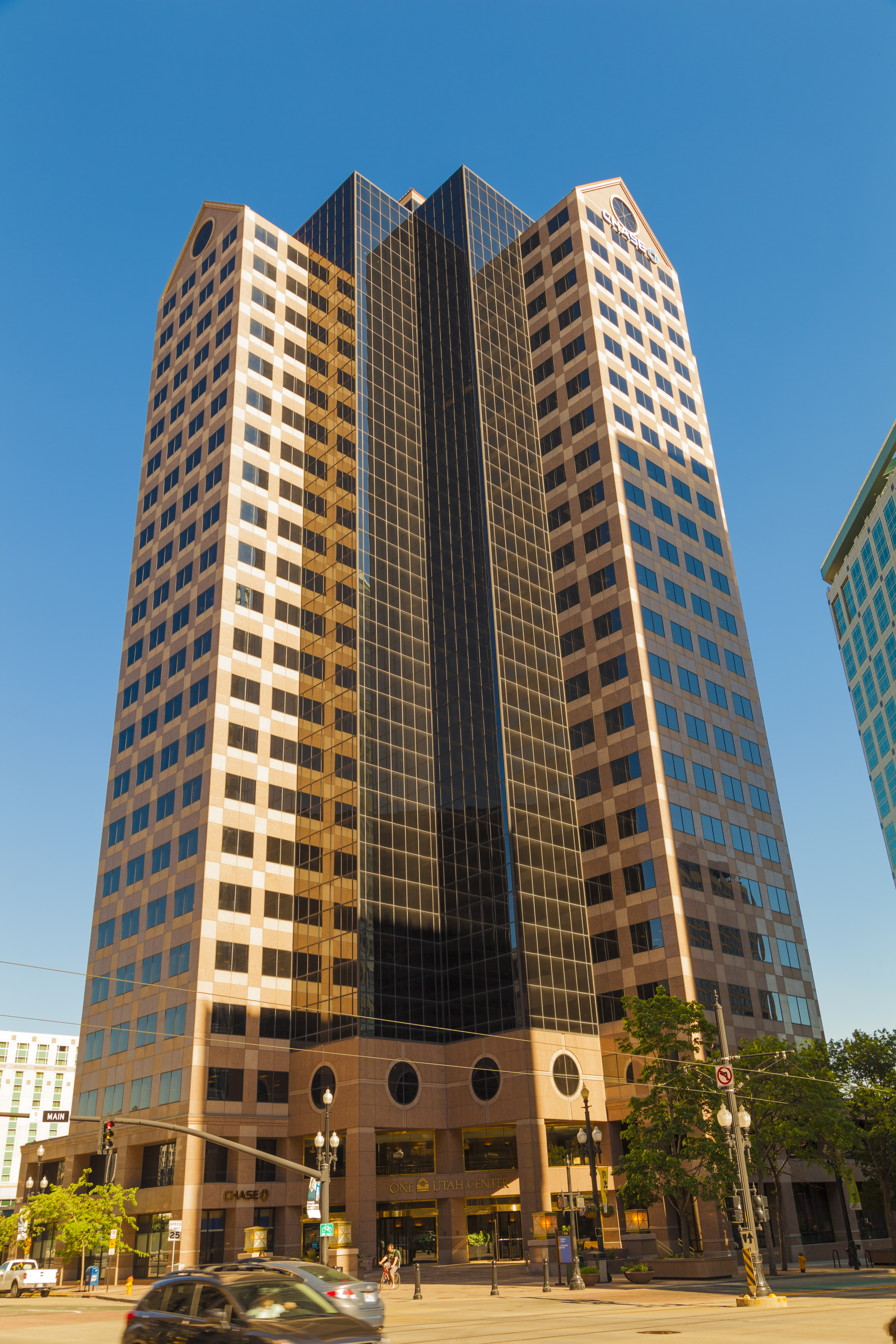
مكاتب وفرع تشيس في برج One Utah Center في مدينة سولت ليك

فيما يلي توضيح لعمليات الاندماج والاستحواذ الرئيسية للشركة والأسلاف التاريخية لعام 1995 (هذه ليست قائمة شاملة):

### شركة بنك وان
في عام 2004 ، اندمجت JPMorgan Chase مع Bank One Corp التي تتخذ من شيكاغو مقراً لها ، مما أدى إلى انضمام رئيس مجلس إدارتها الحالي والرئيس التنفيذي جيمي ديمون إلى منصب الرئيس ومدير العمليات وتعيينه في منصب الرئيس التنفيذي وليام بي هاريسون ، خليفة الابن . تم ربط أجر ديمون بنسبة 90٪ من أجر هاريسون. سرعان ما جعل ديمون نفوذه محسوسًا من خلال الشروع في استراتيجية خفض التكاليف واستبدال المديرين التنفيذيين السابقين في جي بي مورجان تشيس في مناصب رئيسية بمديرين تنفيذيين في بنك وان - وكثير منهم كان مع ديمون في سيتي جروب . أصبح ديمون الرئيس التنفيذي في يناير 2006 ورئيس مجلس الإدارة في ديسمبر 2006 بعد استقالة هاريسون.
تأسست شركة Bank One Corporation عند اندماج عام 1998 بين Banc One of Columbus في ولاية أوهايو وشركة First Chicago NBD . تم إنشاء هاتين الشركتين المصرفيتين الكبيرتين من خلال اندماج العديد من البنوك. أكملت JPMorgan Chase الاستحواذ على Bank One في الربع الثالث من عام 2004. يعني الاندماج بين Bank One و JPMorgan Chase أن المقر الرئيسي للشركة أصبح الآن في مدينة نيويورك بينما تم توحيد عمليات بنك التجزئة لشركة Chase في شيكاغو.
فيما يلي توضيح لعمليات الاندماج والاستحواذ الرئيسية التي قام بها Bank One وسابقاتها التاريخية (هذه ليست قائمة شاملة):
|  | City National Bank & Trust Company (Columbus, Ohio) |
|  |                                                     |
|  | Farmers Saving & Trust Company                      |
|  |                                                     |

|  | First Chicago Corp (est. 1863)                               |
|  |                                                              |
|  | NBD Bancorp ‏ (Formerly National Bank of Detroit) (est. 1933) |
|  |                                                              |

|  | City National Bank & Trust Company (Columbus, Ohio) |
|  |                                                     |
|  | Farmers Saving & Trust Company                      |
|  |                                                     |

|  | First Chicago Corp (est. 1863)                               |
|  |                                                              |
|  | NBD Bancorp ‏ (Formerly National Bank of Detroit) (est. 1933) |
|  |                                                              |

### واشنطن ميوتشوال
في 25 سبتمبر 2008 ، اشترت JPMorgan Chase معظم العمليات المصرفية في Washington Mutual من حراسة المؤسسة الفيدرالية للتأمين على الودائع (FDIC). :115في تلك الليلة ، استولى مكتب الإشراف على التوفير ، فيما كان إلى حد بعيد أكبر فشل مصرفي في التاريخ الأمريكي ، على بنك واشنطن ميوتشوال ووضعه في الحراسة القضائية. باعت FDIC أصول البنك والتزامات الديون المضمونة والودائع لبنك JPMorgan Chase ، NA مقابل 1.888 مليار دولار ، والتي أعادت فتح البنك في اليوم التالي. نتيجة لعملية الاستحواذ ، فقد مساهمو واشنطن ميوتشوال جميع حقوق الملكية الخاصة بهم. من خلال عملية الاستحواذ ، أصبحت JPMorgan مالكًا للحسابات السابقة لـ Providian Financial ، وهي جهة إصدار بطاقات ائتمان تم الاستحواذ عليها في عام 2005. أكملت الشركة تغيير علامتها التجارية لفروع Washington Mutual إلى Chase في أواخر عام 2009.

### عمليات الاستحواذ والتوسعات الأخيرة الأخرى
في الربع الأول من عام 2006 ، اشترت Chase Collegiate Funding Services ، وهي شركة محفظة تابعة لشركة الأسهم الخاصة Lightyear Capital ، مقابل 663 مليون دولار. تم استخدام CFS كأساس لقروض الطلاب من Chase ، والتي كانت تُعرف سابقًا باسم Chase Education Finance. في أبريل من نفس العام ، استحوذت Chase على شبكة الخدمات المصرفية للأفراد والشركات الصغيرة التابعة لبنك نيويورك . أتاح ذلك لـ Chase الوصول إلى 338 فرعًا إضافيًا و 700000 عميل جديد في نيويورك ونيوجيرسي وكونيتيكت وإنديانا .
في عام 2019 ، بدأت Chase في فتح فروع للبيع بالتجزئة في بيتسبرغ ومناطق أخرى داخل بنسلفانيا الغربية ؛ تزامن ذلك مع بدء بنك أوف أمريكا توسعًا مماثلًا في المنطقة في العام السابق. على الرغم من دخول Chase إلى السوق بشكل عضوي بدلاً من الاندماج والاستحواذ ، إلا أنه لا يزال يتعين عليهم الحصول على موافقة من مكتب المراقب المالي للعملة لفتح فروع نظرًا لحجم تشيس ككل. قبل أن توسع Chase و Bank of America تواجدها في مجال التجزئة في السوق ، كانت بيتسبرغ واحدة من أكبر المدن الأمريكية دون وجود تجارة التجزئة من أي من "الأربعة الكبار" ، مع وجود شركة PNC Financial Services (رقم 6 على الصعيد الوطني) السيطرة على حصة السوق في المنطقة. كان Chase قد فكر سابقًا في شراء فروع National City من PNC التي كانت مطلوبة للتصفية بعد استحواذ ذلك البنك على National City في عام 2009 ، ولكن تم بيعها بدلاً من ذلك إلى First Niagara Bank (منذ ذلك الحين تم استيعابها في KeyBank ) ؛ كانت هناك تكهنات بأن شركة PNC باعت عمداً الفروع إلى منافس أصغر بكثير بسبب عدم رغبتها في التنافس مع أحد البنوك "الأربعة الكبار" في سوقها المحلية.
في أغسطس 2021 ، أعلن تشيس أنه كان أول بنك يمتلك وجودًا للبيع بالتجزئة في جميع الولايات الـ 48 المجاورة للولايات المتحدة . كانت ولاية مونتانا آخر ولاية في الولايات المتحدة لديها فرع لـ Chase ، وكان الفرع في Billings هو أول فرع في الولاية.

### التوسع خارج الولايات المتحدة
في سبتمبر 2021 ، دخلت JPMorgan Chase سوق الخدمات المصرفية للأفراد في المملكة المتحدة من خلال إطلاق حساب جاري قائم على التطبيق وحساب إيداع تحت العلامة التجارية Chase . هذه هي أول عملية مصرفية تجزئة للشركة خارج الولايات المتحدة.

## الخلافات

### الخلافات المتعلقة بالحرب العالمية الثانية

#### شراء Reichsmarks ألمانيا النازية
أعلن بيان صحفي صادر عن إدارة المحفوظات والسجلات الوطنية (NARA) في عام 2004 أن العديد من ملفات مكتب التحقيقات الفيدرالي الجديد (FBI) قد رفعت عنها السرية. مكّن رفع السرية هذا من اكتشاف أنه قبل وأثناء السنوات الأولى من الحرب العالمية الثانية ، باعت الحكومة الألمانية نوعًا خاصًا من علامات الرايخ مارك ، المعروفة باسم علامات Rückwanderer [العائدين] ، إلى المواطنين الأمريكيين من أصل ألماني. شارك بنك تشيس الوطني ، إلى جانب شركات أخرى ، في هذه المعاملات. من خلال تشيس ، سمح هذا للمتعاطفين مع النازيين بشراء Marks بالدولار بسعر مخفض. على وجه التحديد ، "أدركت البيوت المالية أن الحكومة الألمانية دفعت العمولات (لعملائها ، بما في ذلك Chase) من خلال بيع العلامات المحظورة والمخفضة التي جاءت بشكل أساسي من اليهود الذين فروا من ألمانيا ". بعبارة أخرى ، تمكنت ألمانيا النازية من تقديم هذه العلامات بأقل من قيمتها الظاهرية لأنها سُرقت من المهاجرين الفارين من النظام النازي. بين عامي 1936 و 1941 ، جمع النازيون أكثر من 20 مليون دولار ، وحصلت الشركات التي مكنت هذه المعاملات على 1.2 مليون دولار من العمولات. من هذه العمولات ، ذهب أكثر من 500000 دولار إلى بنك تشيس الوطني ووكلائه الفرعيين.
تم اكتشاف هذه الحقائق عندما بدأ مكتب التحقيقات الفيدرالي تحقيقاته في أكتوبر 1940. كان الغرض من التحقيق هو متابعة الأمريكيين الألمان الذين اشتروا العلامات. ومع ذلك ، لم تتم محاكمة المسؤولين التنفيذيين في بنك تشيس ناشيونال على الإطلاق فيدراليًا لأن محامي تشيس الرئيسي هدد بالكشف عن "مصادر وأساليب" مكتب التحقيقات الفيدرالي والجيش والبحرية في المحكمة.  إن تسمية المصادر والأساليب علناً قد تشكل مخاطر أمنية وتهدد جمع المعلومات الاستخبارية في المستقبل. لتجنب مثل هذا الكشف ، لم تتم مقاضاة المسؤولين التنفيذيين عن انتهاكات قانون جونسون ، وقانون التجسس ، وقانون تسجيل الوكلاء الأجانب .

#### الإفراج عن الأموال لألمانيا النازية
إلى جانب مخطط Rückwanderer Mark المثير للجدل ، كشفت سجلات NARA أيضًا عن جدل آخر أثناء احتلال النازيين لفرنسا . من أواخر الثلاثينيات حتى 14 يونيو 1941 ، عندما أصدر الرئيس فرانكلين روزفلت (روزفلت) أمرًا تنفيذيًا بتجميد الأصول الألمانية ، عمل بنك تشيس الوطني مع الحكومة النازية. أصدر وزير الخزانة هنري مورغنثو جونيور الأمر الذي يمنع أي وصول إلى الحسابات الفرنسية في الولايات المتحدة من قبل أي شخص ، وخاصة من قبل النازيين ، بموافقة روزفلت. في غضون ساعات من الأمر ، قام تشيس بإلغاء حظر الحسابات وتم تحويل الأموال عبر أمريكا الجنوبية إلى ألمانيا النازية.

#### رفض الإفراج عن أموال مملوكة لليهود في فرنسا المحتلة
أراد مسؤولو وزارة الخزانة الأمريكية إجراء تحقيق في الشركات الفرنسية التابعة للبنوك الأمريكية ، بما في ذلك: Chase Bank و JP Morgan &amp; Co و National City Corporation و Guaranty Bank و Bankers Trust و American Express . من بين هذه البنوك ، ظل تشيس ومورجان فقط مفتوحين في فرنسا خلال الاحتلال النازي . رئيس فرع تشيس في باريس ، فرنسا ، كارلوس نيدرمان ، أخبر مشرفه في نيويورك أنه كان هناك "توسع في الودائع". أيضًا ، كان نيدرمان ، "نشطًا جدًا في فرض القيود على الممتلكات اليهودية ، حتى أنه ذهب إلى حد رفض الإفراج عن الأموال المملوكة لليهود تحسباً لنشر مرسوم بأحكام رجعية تحظر مثل هذا الإفراج في المستقبل القريب من قبل الاحتلال النازي. سلطات"  .
في عام 1998 ، قال المستشار العام لشركة تشيس ، ويليام مكدافيد ، إن تشيس لم يكن له سيطرة على نيدرمان. سواء كان هذا الادعاء صحيحًا أم لا ، أقر بنك تشيس مانهاتن بالاستيلاء على حوالي 100 حساب خلال نظام فيشي . كينيث ماكاليون ، شريك في شركة Goodkind Labaton Rudoff & Sucharow بنيويورك ،  قاد دعوى قضائية ضد بنك باركليز بتهمة الاستيلاء غير القانوني على الأصول خلال الحرب العالمية الثانية ، ومنذ ذلك الحين وجه انتباهه نحو تشيس. دخل المؤتمر اليهودي العالمي (WJC) في مناقشات مع تشيس وقال متحدث باسم WJC: "لا أحد في تشيس مذنب اليوم. لم يشاركوا في كل ما حدث ، لكنهم يقبلون أن لديهم مسؤولية مؤسسية ". وقال متحدث باسم تشيس: "هذه قضية أخلاقية نأخذها على محمل الجد". وأضاف ماكدافيد ، المستشار العام لمؤسسة تشيس ، "أن تشيس تنوي تعويض أصحاب الحسابات اليهود الذين نُهبت أصولهم بشكل غير قانوني". في عام 1999 ، شكلت الحكومة الفرنسية لجنة لتقديم النتائج إلى رئيس الوزراء ليونيل جوسبان . قالت كلير أندريو ، عضو اللجنة وأستاذ التاريخ في جامعة السوربون ، إنه في ظل نظام فيشي ، تلقت البنوك الفرنسية زيارات من المسؤولين النازيين لكن البنوك الأمريكية لم تستقبلها. في ذلك الوقت ، لم يكن عليهم الإبلاغ عن حسابات يهودية ، لكنهم فعلوا تمامًا كما فعلت البنوك الفرنسية. وتمضي لتقول إن سفيرا أمريكيا حمى الشركات التابعة للولايات المتحدة.

#### الإجراءات القانونية ذات الصلة
في مايو 1999 ، توصل تشيس مانهاتن إلى تسوية مع 20 من المدعين الذين رفعوا دعوى تعويضات الأصول ، مثل مؤتمر المطالبات ، ومنظمة التعويض اليهودية ، و WJC. أخضعت المستوطنة تشيس إلى تحقيق مستقل عن سلوكها في النشاط الذي حدث من مكاتب الشركة في باريس وشاتونوف سور شير ، في جنوب فرنسا ، خلال حقبة الحرب العالمية الثانية. أتاحت التسوية أيضًا أن تضطر الشركة في النهاية إلى دفع مدفوعات متواضعة ولكنها مهمة من الناحية الرمزية لعملاء Chase السابقين بعد اكتمال التحقيق. تقرر أن تشيس كانت تمتلك فقط مبلغًا يقل كثيرًا عن مليون دولار في تعويضات الأصول بحلول هذا الوقت من الزمن. جعلت التسوية تشيس مانهاتن أول بنك يصل إلى تسوية بشأن الادعاءات المتعلقة بالهولوكوست .

#### إقرار عام من تشيس مانهاتن
في فبراير 2000 ، بعد أكثر من خمسين عامًا من الكشف عن المعلومات المتعلقة بالعلاقات بين تشيس وألمانيا النازية خلال جلسات الاستماع في الكونغرس ، أقر تشيس مانهاتن علنًا بالصفقة التي أبرمها سلفه بنك تشيس الوطني مع ألمانيا النازية والتي ساعدت الحكومة الألمانية على تبادل العلامات والتي من المحتمل أيضًا نشأت من البيع القسري للأصول من قبل اللاجئين اليهود.

### الخلافات الأخيرة
دفعت JPMorgan Chase 16 مليار دولار من الغرامات والتسويات ونفقات التقاضي الأخرى من 2011 إلى 2013. من بين 16 مليار دولار دفعها بنك جيه بي مورجان تشيس ، تم دفع حوالي 8.5 مليار دولار للغرامات والتسويات الناتجة عن الإجراءات غير القانونية التي اتخذها المسؤولون التنفيذيون في البنوك ، وفقًا لريتشارد إسكو في الحملة من أجل مستقبل أمريكا ، الذي استشهد بتقرير جديد من جوشوا روزنر من جراهام فيشر وشركاه. .
لا يشمل المبلغ الإجمالي البالغ 16 مليار دولار التسوية الأخيرة التي تطالب JPMorgan Chase بدفع 100 مليون دولار للتنازل عن 417 مليون دولار في المطالبات التي قدمتها ضد عملاء شركة MF Global .
وجد مكتب مراقبة الأصول الأجنبية التابع لوزارة الخزانة الأمريكية أن جي بي مورجان قد ساعد بشكل غير قانوني الديكتاتوريات في كوبا والسودان وليبيريا وإيران ، بما في ذلك تحويل 32000 أوقية من السبائك الذهبية (تقدر قيمتها بحوالي 20.560.000 دولار) لصالح بنك في إيران. لم يفصح جي بي مورجان طواعية عن المسألة الإيرانية لمكتب مراقبة الأصول الأجنبية .
من بين انتهاكاتها الأخرى ، تم العثور على JPMorgan لديها:
- تضليل المستثمرين
- انخرط في تجارة وهمية
- جمعت عمولات تأمين ضد الفيضانات غير القانونية
- ممنوع بشكل خاطئ على الجنود ؛ قدامى المحاربين فرض رسوم خفية لإعادة التمويل
- انتهكت قانون لجنة التجارة الفيدرالية من خلال الإدلاء ببيانات كاذبة للأشخاص الذين يسعون للحصول على قروض للسيارات
- زيادة تحصيلهم لرسوم السحب على المكشوف بشكل غير قانوني من خلال معالجة المعاملات الكبيرة قبل المعاملات الأصغر
- ساعد في دفع مقاطعة جيفرسون بولاية ألاباما إلى الإفلاس عن طريق تحويل ديونها ذات السعر الثابت إلى ديونها المتغيرة
- انتهكت أحكام مكافحة الاحتكار لقانون شيرمان فيما يتعلق بالتلاعب في العطاءات

#### استهداف إغلاق الحساب
خلال عامي 2013 و 2014 ، تلقت Chase وغيرها من البنوك اهتمامًا إعلاميًا لممارسة إلغاء الحسابات الشخصية والتجارية لمئات من المشتغلين بالجنس بشكل قانوني ، مستشهدين في بعض الحالات بـ " شرط الأخلاق " في اتفاقية حسابهم. في وقت لاحق تم اكتشاف أن هذه الممارسة تشمل حسابات الرهن العقاري والقروض التجارية. ألغى تشيس عملية إعادة تمويل الرهن العقاري لفرد واحد ، كان البنك قد بدأه ، والذي صنعت شركة إنتاجه أفلامًا لينة الأساسية مثل تلك التي تم بثها على Cinemax . نتج عن ذلك دعوى قضائية  والتي استشهدت بالتعامل المراوغة والتصريحات المضللة من قبل العديد من المديرين التنفيذيين لشركة Chase بما في ذلك نائب رئيس الأوراق المالية آدم جيلتشيتش ، ونائب رئيس قسم الإقراض القانوني ، ديب فينسينت ، ومدير تنفيذي غير مسمى ومستشار عام مساعد.

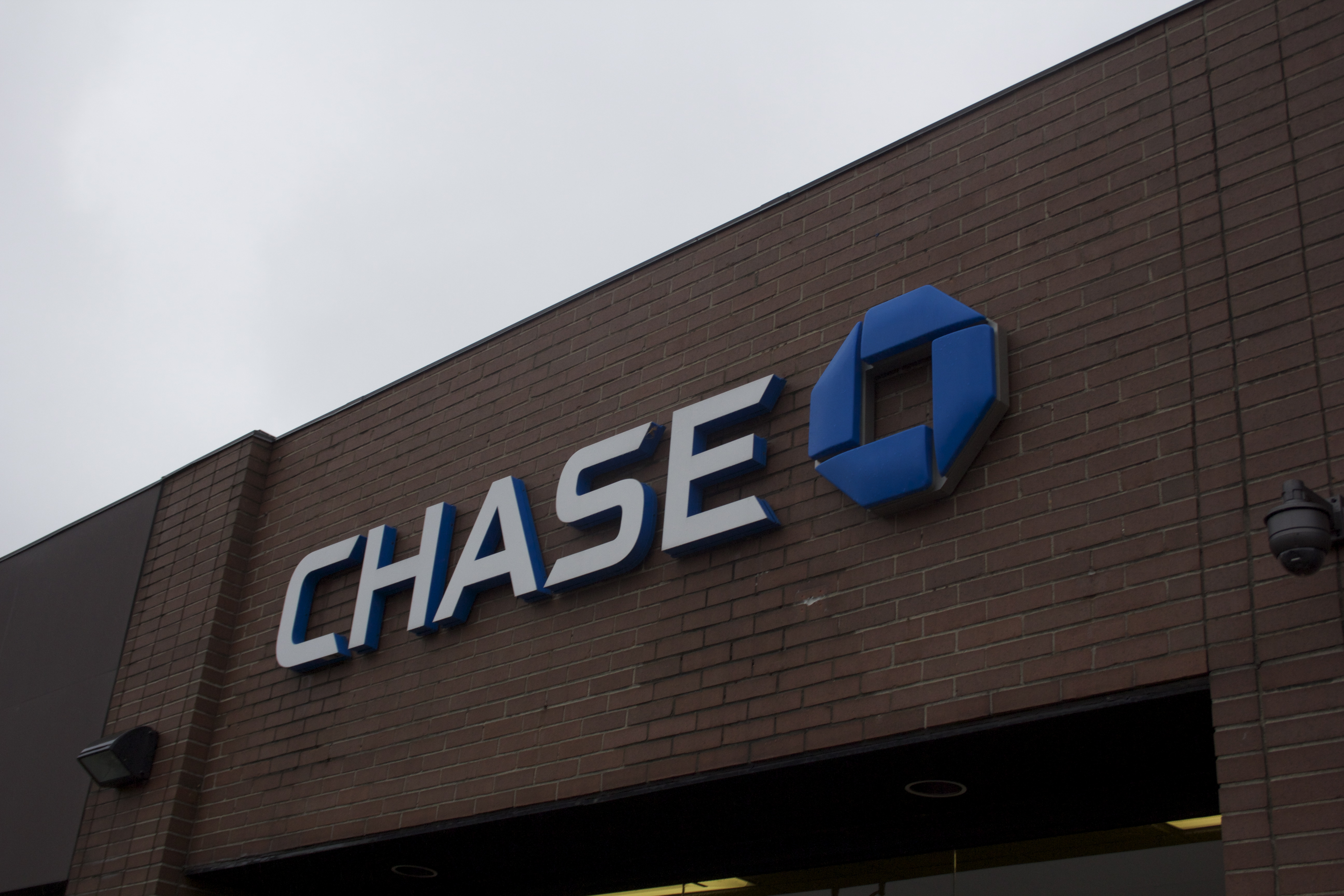
بنك تشيس في راي ، نيويورك

بالإضافة إلى إغلاق حسابات العاملين في مجال الجنس ، يستخدم البنك أيضًا "بند الأخلاق" الخاص به للفصل من أنواع الأعمال الأخرى. بعض هذه الشركات الأخرى تشمل مستوصفات الماريجوانا الطبية وأي منها "متعلق بالأسلحة النارية". وكانت شركة أخرى مملوكة للنساء لتصنيع الواقيات الذكرية تسمى Lovability Condoms . تم رفض مؤسس الشركة Tiffany Gaines من قبل Chase Paymentech Services "لأن معالجة مبيعات المنتجات الموجهة للبالغين أمر محظور" وقيل إن معالجة الدفع مقابل الواقي الذكري تمثل "خطرًا على السمعة". بدأ جاينز بعد ذلك في التماس لمطالبة تشيس بمراجعة وتغيير سياستها لتصنيف الواقي الذكري على أنه "منتج موجه للبالغين". تراجع البنك في وقت لاحق عن قراره ودعا Gaines إلى تقديم طلب مشيرًا إلى أنه كان يتعامل بالفعل مع "مجموعة واسعة من التجار ، بما في ذلك محلات البقالة والصيدليات ، التي تبيع منتجات مماثلة".
في عام 2019 ، واجه البنك انتقادات متزايدة بسبب ممارسته المزعومة للاستهداف التعسفي للحسابات الشخصية لشخصيات صريحة على الإنترنت مثل مارتينا ماركوتا ورئيس مجلس إدارة شركة براود بويز إنريكي تاريو . على الرغم من أن الدوافع المحددة وراء عمليات الإغلاق لم يتم الكشف عنها رسميًا ، إلا أن الافتراض السائد بين العديد من اليمينيين هو أنها كانت ذات طبيعة سياسية.

#### خط أنابيب الوصول إلى داكوتا
تسرد المستندات المالية  من Energy Transfer Partners ، شركة إنشاء خطوط الأنابيب لخط أنابيب الوصول إلى داكوتا ، عددًا من المؤسسات المصرفية الكبيرة التي قدمت ائتمانًا للمشروع ، بما في ذلك JP Morgan Chase. بسبب هذه العلاقات المالية ، كان تشيس والبنوك الأخرى هدفًا  لاحتجاجات خط أنابيب داكوتا خلال عامي 2016 و 2017.

#### سياسة الإجازة الوالدية
وافق JPMorgan Chase على دفع 5 ملايين دولار لتعويض موظفيهم الذكور الذين لم يتلقوا نفس الإجازة الوالدية مدفوعة الأجر مثل النساء من 2011 إلى 2017. في ديسمبر 2017 ، أوضح البنك سياسته لضمان المساواة في الوصول للرجال والنساء الذين يتطلعون إلى أن يكونوا مقدم الرعاية الرئيسي لطفلهم الجديد. وفقًا للمحامين المعنيين ، تعد هذه أكبر تسوية مسجلة في قضية التمييز في إجازة الوالدين في الولايات المتحدة. ووافقت شركة JPMorgan على التدريب والرصد لضمان المساواة في استحقاقات الإجازة الوالدية وذكرت أن "سياستها كانت تهدف دائمًا إلى أن تكون محايدة جنسانياً".

#### استثمار الوقود الأحفوري
واجهت شركة تشيس انتقادات واحتجاجات بسبب ارتفاع معدل الاستثمار في مختلف صناعات الوقود الأحفوري مثل الفحم والنفط والغاز. أشارت دراسة صدرت في أكتوبر 2019 إلى أن بنك تشيس يستثمر (75 مليار دولار) في الوقود الأحفوري أكثر من أي بنك آخر.

#### ممارسات الإقراض غير المتكافئة
أظهر تحليل لمشتريات المنازل في شيكاغو في الفترة من 2012 إلى 2018 من قبل مكتب المدينة و WBEZ Chicago أن JP Morgan Chase ، "أقرض 41 مرة في أحياء شيكاغو البيضاء أكثر مما كان عليه في أحياء المدينة السوداء."  أثار التقرير احتجاجات في فروع شيكاغو تشيس في يونيو 2020. في إعادة فتح فرع تشيس المعاد تشكيله في ساوث شور في شيكاغو ، قال ديمون عبر الفيديو ، "لدينا أهداف الآن لتقديم 600 مليون دولار (على مدى السنوات الخمس المقبلة) في قروض عقارية جديدة للسود وأصحاب منازل جدد في أحياء شيكاغو."

## وصلات خارجية
- Chase.com